# Lophoproctinus notandus
Lophoproctinus notandus är en mångfotingart som beskrevs av Filippo Silvestri 1949. Lophoproctinus notandus ingår i släktet Lophoproctinus och familjen Lophoproctidae. Inga underarter finns listade i Catalogue of Life.